# ليديا كنعان
ليديا كنعان هي مغنية وكاتبة أغانٍ وناشطة إنسانيّة لبنانيّة، وتُعتبر على نطاق واسع أول نجمة روك في الشرق الأوسط.
كما تُعتبر ليديا كنعان أول مغنية لبنانيّة تُحقِّقُ نجاحاً مماثلاً في الغرب، وقد وصلت كنعان إلى الشهرة عبر غناء موسيقى الروك باللغة الإنجليزيّة أثناء الحرب الأهليّة اللبنانيّة، إذ أقامت حفلاتٍ موسيقيّة في مناطق لبنانيّة كانت تتعرَّض للقصف حينها. كتبت عنها هلا حبيب في مجلة المجتمع: «في بلد صغير مزَّقته الحرب، كانت هذه الفتاة تُحدث فرقاً».
كما كانت أول فنانة في الشرق الأوسط تغني بصورة منفردة باللغة الإنجليزيّة، وكانت أوّلهن عرضاً لأغنيات مُصوَّرة على شاشات إم تي في أوروبا وإم تي في جنوب شرق آسيا وإم تي في روسيا وإم تي في الشرق الأوسط. وُصِفت عروضها الموسيقيّة بأنها رفضٌ للتقاليد وتحدٍّ للأعراف وتجاوزٌ لحواجز بين الجنسين تعود لآلاف السنين. وقد قالت مجلة المرأة العربيّة عنها «كفتاة نشأت في خضم حرب أهليّة دمويّة، كانت كنعان تكسر حواجز بدت عصيّة... لقد هزّت الأسس». أُضيف اسم ليديا كنعان عام 2015 إلى قاعة مشاهير الروك آند رول، كما أُضيف اسمها إلى محفوظات المتحف ومكتبته.

## حياتها ومسيرتها المهنية

### الطفولة والتعليم
وُلدَت ليديا كنعان وترعرعت في برمانا في لبنان خلال الحرب الأهليّة اللبنانيّة لعائلة مسيحيّة أرثوذكسيّة شرقيّة بارزة، ودرست في مدرسة برمانا الثانويّة وتابعت تعليمها الجامعيّ في الجامعة اللبنانيّة الأميركيّة.
بدأت ليديا منذ سنٍّ مبكّرة بالغناء وكتابة الأغاني والرقص حيث كانت هذه الاهتمامات بمثابة مُتنفَّس لها. حصلت وهي في الثامنة من عمرها على جائزة المركز الأول (في مسابقة تنافس فيها الطلّاب من جميع الصفوف) في مدرستها الابتدائيّة الفرنسيّة، مدرسة القلبين الأقدسين في بكفيّا عن قصيدة ألَّفتها، تتحدث عن طفلة تبكي جراء تعرَّضها للتوبيخ على مسائل تافهة كتلوُّث يديها بالحبر وهي تكتب.
نشأت ليديا كنعان في عائلة مُحافظة، إذ لم يشجعها والديها على غناء الروك، ومنعاها من الحصول على تعليم موسيقيّ أو تدريب رسميّ. ومع ذلك، نمَّت ليديا كنعان مقدرتها على التأليف وحفظ الألحان وكلمات الأغنيّات باللغة الإنجليزيّة بالذاكرة فقط دون الممارسة.
وذكرت صحيفة كامبوس: «بالنسبة لأغنية ليديا كنعان الأولى، كان عليها أن ترمي تنورتها الجلديّة السوداء ذات نمط الروك القصيرة ذات العلامة التجاريّة وترصيعاتها من نافذة غرفة نومها في برمانا، حيث ارتدت تنورة طويلة، وكذبت على والدها المُحافظ بشأن المكان الذي ستذهب إليه، ومن ثم بدّلت ملابسها لترتدي تلك التنورة الجلديّة، وغنَّت بعد ذلك من قلبها باسم  ملاك/أنجل مع فرقة إيكوايشن».

### بداياتها الفنيّة
انضمت ليديا بينما كانت لا تزال مراهقةً إلى فرقة هيفي ميتل تدعى إيكوايشن (بالإنجليزية: Equation) عام 1984، مستخدمةً اسم ملاك (بالإنجليزية: Angel)، رغم أن الفرقة كانت تبحث عن مغنٍّ رئيسيّ ذكر. ولكن حظيت الفنَّانة الشابّة بشعبية واسعة بين صفوف الشباب اللبنانيّ بسبب موهبة ليديا وشخصيتها وحضورها على المسرح. وارتدت ليديا خلال العام ذاته ما سيغدو أشبه بعلامةٍ تجاريّة مميزة خاصة بها، وهو المظهر العصريّ: إذ ارتدت ملابس جلديّة مرصّعة برؤوس مدبّبة وأرسلت شعرها الأشقر إلى وركها. أما فيما يتعلّق بمظهرها خارج المسرح، فقد رشّحت مدرسة برمانا الثانويّة طالبتها ليديا باعتبارها الأكثر أناقةً. على المسرح، وساهمت أزياءها الاستفزازايّة في اعتبارها رمزاً جنسياً. كما كتبت صحيفة ذا دايلي ستار اللبنانية: «على المسرح، بمظهرها وأسلوبها الجريئين، أصبحت كنعان نموذجاً يُحتذى به». وقد جذبت فرقة إيكوايشن في أوج نجاحاتها حشداً يفوق الخمسة عشر ألف متفرّج. كانت أولى مساهمات ليديا الموسيقيّة أغنية واي أول ذا هرت (بالإنجليزية: Why All The Hurt)، والتي ألَّفتها خلال سنوات مراهقتها تكريماً لصديق متوفٍ، وقد حصلت هذه الأغنية على المرتبة الأولى في قوائم الراديو في لبنان.
سجَّل أحد كُتَّاب صحيفة ذا جولف توداي ملاحظاته عن ليديا، بعد حفلتها الأولى مع فرقة إيكوايشن قائلاً: «أدَّى عرضها الأول إلى ردة فعل استثنائيّة... إنه أمرٌ لا يُصدَّق، ففي خضمّ حالة الحرب الأهليّة الموجودة في لبنان في هذا الوقت، وبينما لا يعلم أغلب الناس ما إذا كانوا سيعيشون ليومٍ آخر، تمكَّنت [ليديا] من إبقاء طموحها حيَّاً». كما قالت مجلة المجتمع: «بيعت كل البطاقات، ورغم ذلك اقتحم بعض المراهقين الحفل لمشاهدة أداء الملاك الصغير... لاستيعاب الحشد، اضطر منظمو الحفل للختم على يد كل معجب بعدما نفدت التذاكر. كان هذا... نجاحها الأول».
أشادت وسائل الإعلام بليديا باعتبارها نجمة الروك الأولى في الشرق الأوسط. أقامت ليديا منذ ظهورها الأول أكثر من 25 حفلة خلال الفترة الممتدة ما بين عامي 1984 و1988، ورغم مخاطر الوضع العسكريّ في البلاد حينها، إلّا أنها قامت بتسجيل أغنياتها للراديو وتصدّرت قوائم لبنان. عقدت ليديا آخر حفلاتها مع فرقة إيكوايشن عام 1986.

### مسيرتها كمغنية منفردة
بدأت ليديا عام 1987 مسيرتها الفنيّة الفرديّة، فأدَّت أغنياتٍ من تأليفها كأغنية تو أوبليفين أند باك (بالإنجليزية: To Oblivion and Back) وأغنية دوز إت نيد سوم أكشن (بالإنجليزية: Does it Need Some Action) وأغنية أيه هارد سيتويشين (بالإنجليزية: A Hard Situation) وأغنية هاي ريتشي (بالإنجليزية: Hey Richie) وأغنية ذا كريسماس ويش (بالإنجليزية: The Christmas Wish)، وقد اِعتُبرت هذه الأغنيات من أكثر الأغاني شعبيّة على الراديو آنذاك.
تزايدت شهرة ليديا مع استمرار وتواصل مسيرتها الفنيّة. وأقامت ليديا كنعان عدة حفلات في شرق بيروت وجبل لبنان وشمال البلاد في ظل الوصاية السوريّة على لبنان. كما أقامت ليديا حفلاً جماهيرياً تحت حراسة مشددة في مدينة طرابلس، ثاني كبرى المدن اللبنانيّة، وذلك بالرغم من تلقيها لتهديدات عديدة بالقتل.
جذب حفل ليديا كنعان في مهرجان الروك ببيروت عام 1987 ما يٌقارب 20,000 متفرج. وأقامت ليديا ثلاث حفلات لثلاث ليال متوالية في كازينو لبنان عام 1988، وكانت ليديا آخر مغنية تصعد على مسرح الكازينو بسبب توقفه فيما بعد، ولم يفتح الكازينو أبوابه مرة أُخرى حتى نهاية حرب التحرير عام 1990.

### نجاحاتها
أشادت وسائل الإعلام العربيّة بنجاحات ليديا كنعان في الغرب، حيث كتبت صحيفة الحياة أنها [أي ليديا] «...غزت الأسواق الأوروبيّة بأغنياتها». غادرت ليديا لبنان عام 1989 واستقرت في مدينة زيورخ السويسرية، حيث حصلت على الجنسيّة السويسريّة وأصبحت مواطنة سويسريّة. وبدأت هناك بتلقي دروساً في الغناء من مدربة السوبرانو أنيتا مونتي. أجرت محطة زي الإذاعيّة في زيورخ لقاءاً مع ليديا عام 1990، وبدأت ببث أغنياتها.
بدأت ليديا عام 1991 بالعمل مع المنتج دايفيد ريتشارد، منتج أغنية كوين (بالإنجليزية: Queen) للمغني البريطاني ديفيد بوي. وفي العام ذاته، أجرت محطة إن بي سي أوروبا مقابلةً معها. كما أمضت في ذات العام على عقد لمدة عامين مع شركة إنتاج سبايني للموسيقى في لندن، يرأسها مدير فرقة كوين، لكتابة وتسجيل أغنياتها الأصليّة كأغنية شاين (بالإنجليزية: Shine) ونيفر ست يو فري (بالإنجليزية: Never Set You Free) وسو ماتش تو جيف (بالإنجليزية: So Much To Give) وديزاير(بالإنجليزية: Desire) ولوف (بالإنجليزية: Love) وإصدار خاص لإصدار للغة الإنجليزيّة من أغنية شيرلي باسي نيفر نيفر نيفرNever Never Never، وقد سجَّلتها في إستديوهات ماونتن في مونتري سويسرا، وقد أنتجها دايفيد ريتشارد. كما سجَّلت في هذا العام أغنيتها الدويتو لوف أند لوست مع عازف الطبول في فرقة كوين روجر تايلور.
عام 1993، سجَّلت ليديا أغاني لبنان (بالإنجليزية: Libnan) وفالين (بالإنجليزية: Fallin) ونسختها من أغنية جون لينون جيمي سوم تروث (بالإنجليزية: Gimme Some Truth).

### انتقالها إلى موسيقى البوب

#### بيوتيفول لايف
في فبراير/شباط عام 1995 تخلَّت ليديا كنعان عن لقب ملاك Angel، إذ كانت حتى ذاك الوقت تغني الروك على المسارح بهذا الاسم، وقدَّمت بعدها أغنية بوب بيوتيفول لايف باسمها الأصليّ ليديا كنعان، أنتج هذه الأغنية باري بلو والأخوة رابينو في ميدم في مدينة كان الفرنسيّة. وفي ربيع هذا العام، أطلقت شركة تسجيلات بلز-8، ومقرها في لندن، أغنية بيوتيفول لايف دولياً. وقد حصلت هذه الأغنية على إشادة نقديّة دوليّة، وقد بلغت الأغنية أوج شهرتها من خلال جولة ترويجيّة في إنجلترا وبثها على المحطات الإذاعيّة في المملكة المتحدة وأوروبا وجنوب أفريقيا والشرق الأوسط.
كما قامت ليديا بأداء هذه الأغنية عند إطلاق محطة إم تي في أوروبا في بيروت يوم 12 مارس/آذار 1995. وقد وصفت المحطة في إطار الترويج لهذا الحدث ليديا بأنها ديفا(1) من الشرق الأوسط". وخلال المؤتمر الصحفيّ، قال رئيس إم تي في أوروبا بيتر إينشتاين: «إم تي في فخورة ومتمتعة بامتياز بث فيديوهات ليديا في ميوزيك نون ستوب شو... كل من في إم تي في أحبّ ليديا وأغانيها وأدائها».

#### جارديان أنجيل
في أوائل عام 2000، أصدرت ليديا أغنية جارديان أنجيل (بالإنجليزية: Guardian Angel) الثنائيّة مع روبن سكوت، في ألبوم فرقة إم فايموس لاست ووردس الذي أطلقته شركة بي إم جي ميوزيك.

#### ذا ساوند أو لوف
أنتج باري بلو والإخوة رابينو، ثاني أغاني ليديا كنعان ذا ساوند أوف لوف (بالإنجليزية: The Sound Of Love)، حيث سُجِّلت هذه الأغنية في إستديوهات مايسون روجيه في لندن، وأُطلقت عام 1997. وفي عام 1998، عُرضت أغنيات ليديا المُسجَّلة في مدينة نيويورك في شركة جاي واردس دوجبراين ميوزيك على موقع billboardtalentnet.com، وهو موقع يروج للموهبة غير المُوقَّعة، كما ظهرت على قوائم أفضل 10 أغاني.
تم إصدار ألبوم ذا ساوند أوف لوف، وهو أول ألبومات ليديا المُسجَّلة في إستديو، في صيف عام 2000. سُجِّلَ هذا الألبوم في لندن ونيويورك بما في ذلك أغنية رايت أون ذا فيرج (بالإنجليزية: Right on the Verge)، وقد ضمَّ هذا الألبوم أعمالاً لتومي ماندل. قامت شركة SIDI/XEMA بتوزيع هذا الألبوم في المملكة العربيّة السعوديّة والكويت والإمارات العربيّة المتحدة والبحرين وقطر وعمان ومصر والأردن ولبنان. وقد قامت ليديا، دعماً لإطلاق الألبوم، بأداء أغانٍ في بيروت وفندق ساحل جُميرة في دبي ونادي سافج جاردن ونادي الرفاع للجولف في مدينة المنامة البحرينيّة.

#### لبنان
عام 2004، اِختِيرَ اسم لبنان عنواناً لأغنية إعلان إعادة اكتشاف لبنان (بالإنجليزية: Rediscover Lebanon) الذي أنتجته وبثته قناة سي إن إن وبتكليف من وزارة الاقتصاد والتجارة اللبنانيّة للترويج للبنان كوجهة سياحيّة.

#### نيفر ست يو فري
عام 2014، تأهلت ليديا كنعان إلى الدوري نصف النهائي لمسابقة المملكة المتحدة لكتابة الأغاني عن أغنيتها نيفر ست يو فري.

## عملها الإنساني وكناشطة

### النشاط
عام 2014، أصبحت ليديا كنعان ناشطةً سياسيّة، إذ باتت مندوبة  مركز الخيام لتأهيل ضحايا التعذيب إلى مجلس حقوق الإنسان التابع للأمم المتحدة. وفي 17 مارس/آذار 2014، ألقت ليديا كنعان خطابها الإسلاموفوبيا والفن حول الحاجة إلى مكافحة التمييز ضد المسلمين فنياً، في الدورة الخامسة والعشرين لمجلس حقوق الإنسان التابع للأمم المتحدة في قصر الأمم في مدينة جنيف في سويسرا، وقد أعقبه تصفيق شديد. وفي 17 يونيو/حزيران عام 2014، ألقت ليديا خطاباً بعنوان رهينة الظلم، وهو نداء لوضع حد للسجون السياسيّة الظالمة، في الدورة السادسة والعشرين لمجلس حقوق الإنسان في قصر الأمم في مدينة جنيف في سويسرا، وقد حظي هذا الخطاب بحفاوة بالغة وباهتمام وسائل الإعلام.
كما ألقت ليديا في 13 مارس/آذار 2015 خطاباً بعنوان التطور الإنسانيّ، هاجمت خلاله مفهوم التعذيب المقبول، في الدورة الثامنة والعشرين لمجلس حقوق الإنسان. وألقت ليديا في 3 نوفمبر/تشرين الثاني عام 2015 خطاباً أدانت خلاله جميع حكومات العالم لفشلها في تنفيذ توصيات الأمم المتحدة فيما يتعلق بحقوق الإنسان، خلال الدورة الثالثة والعشرين لمجلس حقوق الإنسان التابع للأمم المتحدة عن المراجعة الدوريّة الشاملة، والتي حضرها أكثر من 25 مندوب وممثل من بريطانيا العظمى وألمانيا والنرويج وفرنسا والاتحاد الأوروبيّ والدنمارك وأستراليا وإيرلندا ولبنان ودول آخرى، في قصر الأمم في جنيف السويسريّة. كما غنت خلال الوقت المخصص لها مقطعاً من نشيدها هيومانتي وايك أب أند فايت (بالإنجليزية: Humanity Wake Up and Fight)، وتعني بالعربيّة «استيقظي أيتها الإنسانيّة وقاتلي».
في 18 مارس/آذار من عام 2016، ألقت ليديا خطاباً بعنوان محاربة الإرهاب دون انتهاك حقوق الإنسان، إذ دافعت ليديا خلال هذا الخطاب عن ضحايا الحرب ضد الإرهاب من المدنيين البريئين، وذلك في الدورة الواحدة والثلاثين لمجلس حقوق الإنسان في قصر الأمم في جنيف. وقد بُثّ هذا الخطاب مباشرةً على يوتيوب.
في 14 مارس/آذار 2017، ألقت ليديا خطاباً بعنوان التأثيرات العالميّة لاضطهاد الأقليّات الدينيّة في الشرق الأوسط، وقد ركَّزت ليديا خلال خطابها على اضطهاد المسيحيّين، إذ اعتبرتهم أكثر الأقليّات الدينيّة اضطهاداً في الشرق الأوسط والعالم عموماً، بحسب كلامها، وذلك في الدورة الرابعة والثلاثين لمجلس حقوق الإنسان في جنيف.

### العمل الإنساني
في 2001، قامت ليديا بالغناء في اليوم العالمي للمتطوعين في بيروت، كما منحها رئيس برنامج الأمم المتحدة الإنمائي في لبنان آنذاك إيف دي سان جائزةً تكريماً لنشاطها الإنسانيّ. وفي 2014، شاركت ليديا بالمنتدى الدوليّ العربيّ للتضامن مع السجناء الفلسطينيين، الذي عُقد في بيروت بحضور أكثر من 350 شخصيّة عامة ودوليّة أُخرى، برئاسة النائب العام الأمريكيّ رمزي كلارك. وفي العام التالي، شاركت ليديا في المنتدى الدوليّ للعدالة في فلسطين، الذي عُقد في مدينة بيروت اللبنانيّة بحضور أكثر من خمسمئة شخص من أوروبا والولايات المتحدة الأمريكيّة والشرق الأوسط، وترأسه رمزي كلارك أيضاً. وبدورها، تدعم ليديا مشروع سولتاري وتش Solitary Watch وحملة جون لجند أميركا حرّة، كما تدعم منظمة هيومن رايتس ووتش ومنظمة سولتاري وتش ومنظمة سوا للتنمية والإغاثة والحملة الدوليّة لمقاضاة جرائم الحرب في العراق والتي يرعاها النائب العام الأمريكيّ السابق رمزي كلارك.
تدعم كنعان بنشاط حركة الحق الفلسطيني في المقاومة،

### العمل الخيري
تبرعت ليديا خلال حياتها بريع الكثير من أعمالها الموسيقيّة إلى العديد من مؤسساتها الخيريّة بالإضافة إلى غنائها لغايات خيريّة، ولاسيّما تلك المعنيّة بالأطفال والحيوانات وكبار السن. وقد ورد في تقارير أنها قامت بالتبرع لوحدة رعاية الأطفال في مستشفى السلمانيّة في البحرين، صندوق رعاية الأطفال الدوليّ ومستشفى القديس جود، وأنها قامت بالغناء في أحداث مناسبا خيريّة بغية جمع التبرعات في نادي النساء الأمريكيّات ومستشفى السلمانيّة (في وحدة رعاية الأطفال) وفي نادي الروتاري ومدرسة الجالية الأمريكيّة في بيروت جمعية تعزيز النسويّة وفرع منظمة كاريتاس الخيريّة في لبنان ومركز رينيه وهبي للعجوز المريض وبيروت للمعاملة الأخلاقيّة للحيوانات ونادي ليونز بيروت ومشروع وحدة الشباب اللبناني ومركز الموارد العربيّة للفنون الشعبيّة الجنا وجمعية الدعم الاجتماعيّ لدور المسنين النشطة ومؤسسة نسمة ورابطة الحب والمشاركة. واِختيرت أغنيتها بيوتيفول لايف من قبل رئيس جنوب أفريقيا نيلسون مانديلا كأغنية رئيسيّة في حدث خيريّ في بلاده.

### التأييد
عام 2015، شاركت ليديا كنعان في مسيرة للتضامن مع دعوة الكاردينال البطريرك بشارة بطرس الراعي لانتخاب رئيس للجمهوريّة في لبنان، في كاتدرائيّة القديس جورج في بيروت.

### رعاية الحيوان
تُعتبر ليديا كنعان من أنصار رعاية الحيوان بشكل صريح ومن ناشطات حقوق الحيوان كما تدعم البرنامج الآسيوي للحفاظ على البيئة والصندوق الدوليّ للحياة البريّة ومنظمة بيروت للمعاملة الأخلاقيّة للحيوانات.

### الخطاب العام
عام 2001، دَعت مدرسة الجالية الأمريكيّة في لبنان ليديا كمتحدثة الشهر. وألقت ليديا خطاباً في كازينو لبنان في مدينة بيروت عام 2014. وفي العام ذاته، ألقت خطاباً بعنوان حان الوقت يا بلدي، دعماً للقوات المسلحة اللبنانيّة في ذكرى يوم الاستقلال في كازينو لبنان في مدينة بيروت.

## السينما والأدب

### الأفلام
ظهرت ليديا عام 2014 في سلسلة وثائقيّة من إنتاج المؤسسة النسائية العالمية التي تتخذ من الولايات المتحدة مقراً لها، إذ ظهرت كمثال رئيسيّ للفتيات حول العالم لتحفيزهن على التغلُّب على الشدائد وزيادة الوعي بالمساواة بين الجنسين.

### الأدب
ذكر الكاتب الأمريكيّ روبرت دبليو. ماكجي أغنيتي كنعان سو ماتش تو جيف ونيفر ست يو فري في روايتيه القتل المبرر عام 2014 وآني والسناتور عام 2015؛ كما تمت الإشارة إلى أغنيات شاين وفالين ولبنان في كتابه الفتاة العراقية عام 2015. وفي سياق الرواية تُخاطر الشخصيّة بحياتها للاستماع لموسيقى ليديا كنعان.
في عام 2017، رشّح الصحافي البريطانيّ في نيوزويك في كتابه الروك في مكان صعب: الموسيقى والتشوه في الشرق الأوسط ليديا كنعان، وذكر المخاطر التي واجهتها وتغلّبت عليها لتصبح على ما هي عليه كرائدة لموسيقى الروك في لبنان.

## التكريم والجوائز

### التكريم
التقت ليديا في 16 يناير/كانون الثاني 2002 بالرئيس اللبنانيّ إميل لحّود في القصر الرئاسيّ ببعبدا. وشكر الرئيس لحّود ليديا على تفانيها ومودّتها وخدماتها الإيثاريّة التي قدّمتها لبلدها. كما التقت في 28 يناير/كانون الثاني من عام 2002 زوجة الرئيس لحوّد أندريه لحود في القصر الرئاسيّ في بعبدا، حيث عبَّرت لحود عن امتنانها وإعجابها بكنعان لقيامها بتمثيل وجهاً الثقافيّ والفني الإيجابيّ للبنان. وفي 15 فبراير/شباط، التقت ليديا كنعان مرةً ثانية بالسيدة الأولى لحود في القصر الرئاسيّ في بعبدا، وطلبت ليديا خلال اللقاء إقامة حفل في القصر الرئاسيّ تكريماً لزوجات قتلى ضباط الحرس الجمهوريّ. وفي 21 مارس/آذار عام 2002 في يوم الأم، التقت كنعان مرة آخرى بزوجة رئيس الجمهوريّة السيدة أندريه لحود في قصر بعبدا، بناءاً على طلب السيدة أندريه، حيث قامت ليديا بالغناء في المراسم الرئاسيّة لتكريم زوجات قتلى ضباط الحرس الجمهوريّ.

### الجوائز
| العام | الجائزة                                                     | الجهة المانحة                                                  | المصدر  |
| ----- | ----------------------------------------------------------- | -------------------------------------------------------------- | ------- |
| 1988  | جائزة جولدن سكوب                                            | مجلة سكوب Scope magazine                                       | [ 103 ] |
| 1997  | جائزة النجاح الدوليّ اللبنانيّ                                | وزارة السياحة اللبنانيّة                                        | [ 3 ]   |
| 2001  | جائزة العام الدوليّ للمتطوعين                                | برنامج الأمم المتحدة الإنمائيّ                                  | [ 68 ]  |
| 2005  | جائزة كاريتاس                                               | منظمة كاريتاس Caritas                                          | [ 78 ]  |
| 2014  | جائزة الجيش اللبنانيّ                                        | القوات المسلحة اللبنانيّة                                       | [ 2 ]   |
| 2014  | جائزة نصف النهائيّ لـمسابقة كتابة الأغاني في المملكة المتحدة | مسابقة كتابة الأغاني في المملكة المتحدة UK Songwriting Contest | [ 56 ]  |
| 2016  | الميدالية الفضية للإنجاز المتميّز                            | جلوبال ميوزيك أوردس Global Music Awards                        | [ 104 ] |

## الفيديو

### الأغاني المصورة
| الفيديو                           | العام | التفاصيل                                                                              |
| --------------------------------- | ----- | ------------------------------------------------------------------------------------- |
| هاي ريتشي Hey Richie              | 1988  | بثتها المؤسسة اللبنانيّة للإرسالة وقناة إن بي سي أوروبا                                |
| بيوتيفول لايف Beautiful Life      | 1995  | صُوِّرَت في إستديوهات كانالوت ومنزل سيون (قلعة دوق نورثمبرلاند في مدينة لندن في إنجلترا). |
| ذا ساوند أو لوف The Sound of Love | 1997  | صُوِّرَت الأغنية في قصر فرنسيس ديشوود في وست ويكمب في إنجلترا.                            |

### الحفلات الموسيقية
| الحفل المسجّل     | العام | التفاصيل                                         |
| ---------------- | ----- | ------------------------------------------------ |
| حفل كازينو لبنان | 1988  | كانت حينها ليديا لا تزال تغنّي باسم الملاك Angel. |

### خطابات
| الخطاب | العام | التفاصيل |
| --- | ----- | --- |
| رهينة الظلم Hostage to Injustice | 2014  | ألقت ليديا هذا الخطاب في الدورة السادسة والعشرين لمجلس حقوق الإنسان التابع للأمم المتحدة في قصر الأمم في جنيف في سويسرا. وقد انتشرت مقتطفات من هذا الخطاب على الإنترنت.                     |
| محاربة الإرهاب دون انتهاك حقوق الإنسان Fighting Terrorism Without Violating Human Rights                                              | 2016  | ألقت ليديا هذا الخطاب في الدورة الحادية والثلاثين لمجلس حقوق الإنسان التابع للأمم المتحدة في قصر الأمم في جنيف السويسريّة. بُثَّ هذا الخطاب عبر موقع يوتيوب من قِبل "المراجعة الدوريّة العالميّة". |
| الآثار العالميّة لاضطهاد الأقليّات الدينيّة في الشرق الأوسط Global Effects of the Persecution of Religious Minorities in the Middle East | 2017  | لُوحظ خلال هذا الخطاب، الذي أُلقي في الدورة الرابعة والثلاثين لمجلس حقوق الإنسان التابع للأمم المتحدة، تركيز ليديا على الخطاب العاطفيّ.                                                        |

## التسجيلات

### ألبومات في الإستديو
| الاسم                              | تفاصيل الألبوم                              |
| ---------------------------------- | ------------------------------------------- |
| ذا ساوند أوف لوف The Sound Of Love | - إطلاق الألبوم: 2000 - الصيغة: قرص مدمج CD |

### الأغاني المفردة
| العام | عنوان الأغنية                                                  | الإطلاق         |
| ----- | -------------------------------------------------------------- | --------------- |
| 1985  | ذا ساوند أوف إيكويشن The Sound of Equation                     | راديو           |
| 1986  | واي أول ذا هيرت؟ Why All the Hurt?                             | راديو           |
| 1986  | تو أوبليفين أند باك To Oblivion and Back                       | راديو           |
| 1987  | ذا هوب سونغ The Hope Song                                      | راديو           |
| 1987  | دَز إت نيد سَم آكشن Does It Need Some Action?                    | راديو           |
| 1987  | أه هارد سيتويشين A Hard Situation                              | راديو           |
| 1988  | أند يو كول مي And You Call Me                                  | راديو           |
| 1988  | هيي ريتشي Hey Richie                                           | راديو           |
| 1989  | ذا كريسماس ويش The Christmas Wish                              | راديو           |
| 1989  | مي أند ليتل أندي (أغنية مُقلّدة) Me and Little Andy (cover)      | راديو           |
| 1995  | بيوتيفول لايف Beautiful Life                                   | Pulse-8 Records |
| 1997  | ذا ساوند أوف لوف The Sound of Love                             | Pulse-8 Records |
| 2000  | غارديان آنجل Guardian Angel                                    | BMG/Metro       |
| 2004  | لبنان Libnan                                                   | سي إن إن        |
| 2014  | شاين Shine                                                     | عبر الإنترنت    |
| 2014  | فالين (ريمكس) Fallin (Remix)                                   | عبر الإنترنت    |
| 2014  | لوف Love                                                       | عبر الإنترنت    |
| 2014  | سو مَتش تو غيف So Much to Give                                  | عبر الإنترنت    |
| 2014  | غيمّي سوم تروث (أغنية مُقلَّدة) Gimme Some Truth (cover)           | عبر الإنترنت    |
| 2014  | نيفر سِت يو فري Never Set You Free                              | عبر الإنترنت    |
| 2017  | ديزاير Desire                                                  | عبر الإنترنت    |
| 2017  | نيفر نيفر نيفر (أغنية مُقلّدة) Never Never Never (cover)         | عبر الإنترنت    |
| 2017  | فالين Fallin                                                   | عبر الإنترنت    |
| 2017  | لوف إز بلايند Love is Blind                                    | عبر الإنترنت    |
| 2017  | إيفري بَدي رانينغ أفتر أ دريم Everybody’s Running After a Dream | عبر الإنترنت    |
| 2017  | وش آي كود فلاي Wish I Could Fly                                | عبر الإنترنت    |
| 2018  | بليس مي، بليس يو Bless Me, Bless You                           | عبر الإنترنت    |

## هوامش
- 1: تشير كلمة ديفا (الإنجليزيّة: Diva) إلى المغنية الشهيرة ذات الموهبة المميزة في عالم الأوبرا والسينما والموسيقى الشعبيّة. وترتبط هذه الكلمة بكلمة بريما دونا

## وصلات خارجية
- ليديا كنعان على موقع أول ميوزيك (الإنجليزية)
- ليديا كنعان على موقع ديسكوغز (الإنجليزية)
- أهم اقتباسات ليديا كنعان في ويكي اقتباس (بالإنجليزية)
- روابط فنية (بالإنجليزية)
- ليديا كنعان في مكتبة وأرشيف متحف الصالة الفخريّة للروك آند رول (بالإنجليزية)
- قناة ليديا كنعان  على يوتيوب